# بلندی‌های یوکاگیر
بلندی‌های یوکاگیر (روسی: Юкагирское нагорье) یک رشته‌کوه در یاقوتستان کشور روسیه است.